# Dymasius cuneatulus
Dymasius cuneatulus är en skalbaggsart som beskrevs av Holzschuh 2005. Dymasius cuneatulus ingår i släktet Dymasius och familjen långhorningar. Inga underarter finns listade i Catalogue of Life.